# Rieucros
Pour les articles homonymes, voir Rieucros (homonymie).
Rieucros (prononcé [ʁjœkʁɔs] ; Riucròs en occitan languedocien) est une commune française située dans le nord-est du département de l'Ariège, en région Occitanie. Sur le plan historique et culturel, la commune fait partie du pays d'Olmes, haut lieu de la tragédie cathare alliant des paysages d'une extrême diversité.
Exposée à un climat océanique altéré, elle est drainée par l'Hers-Vif, le Douctouyre et par deux autres cours d'eau. La commune possède un patrimoine naturel remarquable : un site Natura 2000 (« Garonne, Ariège, Hers, Salat, Pique et Neste ») et trois zones naturelles d'intérêt écologique, faunistique et floristique.
Rieucros est une commune rurale qui compte 720 habitants en 2022, après avoir connu une forte hausse de la population depuis 1975. Elle fait partie de l'aire d'attraction de Pamiers. Ses habitants sont appelés les Rieucrosains ou Rieucrosaines.

## Géographie

### Localisation
La commune de Rieucros se trouve dans le département de l'Ariège, en région Occitanie.
Elle se situe à 19 km à vol d'oiseau de Foix, préfecture du département, à 13 km de Pamiers, sous-préfecture, et à 9 km de Mirepoix, bureau centralisateur du canton de Mirepoix dont dépend la commune depuis 2015 pour les élections départementales.
La commune fait en outre partie du bassin de vie de Mirepoix.
Les communes les plus proches sont : 
Teilhet (1,4 km), Vals (1,4 km), Viviès (2,6 km), Les Issards (2,6 km), Tourtrol (3,0 km), Arvigna (3,7 km), Vira (3,7 km), Les Pujols (4,0 km).
Sur le plan historique et culturel, Rieucros fait partie du pays d'Olmes, haut lieu de la tragédie cathare alliant des paysages d'une extrême diversité.
Les communes limitrophes sont  Arvigna, Les Issards, Les Pujols, Teilhet, Tourtrol, Vals, Vira et Viviès.
| Les Pujols  | Vals     | Teilhet  |
| Les Issards | Rieucros | Tourtrol |
| Arvigna     | Vira     | Viviès   |

### Géologie et relief
La commune est située dans le Bassin aquitain, le deuxième plus grand bassin sédimentaire de la France après le Bassin parisien, certaines parties étant recouvertes par des formations superficielles. Les terrains affleurants sur le territoire communal sont constitués de roches sédimentaires datant du Cénozoïque, l'ère géologique la plus récente sur l'échelle des temps géologiques, débutant il y a 66 millions d'années. La structure détaillée des couches affleurantes est décrite dans la feuille « n°1057 - Pamiers » de la carte géologique harmonisée au 1/50 000ème du département de l'Ariège, et sa notice associée.
La superficie cadastrale de la commune publiée par l’Insee, qui sert de références dans toutes les statistiques, est de 5,57 km2,. La superficie géographique, issue de la BD Topo, composante du Référentiel à grande échelle produit par l'IGN, est quant à elle de 5,67 km2.  L'altitude du territoire varie entre 263 m et 433 m.

### Hydrographie

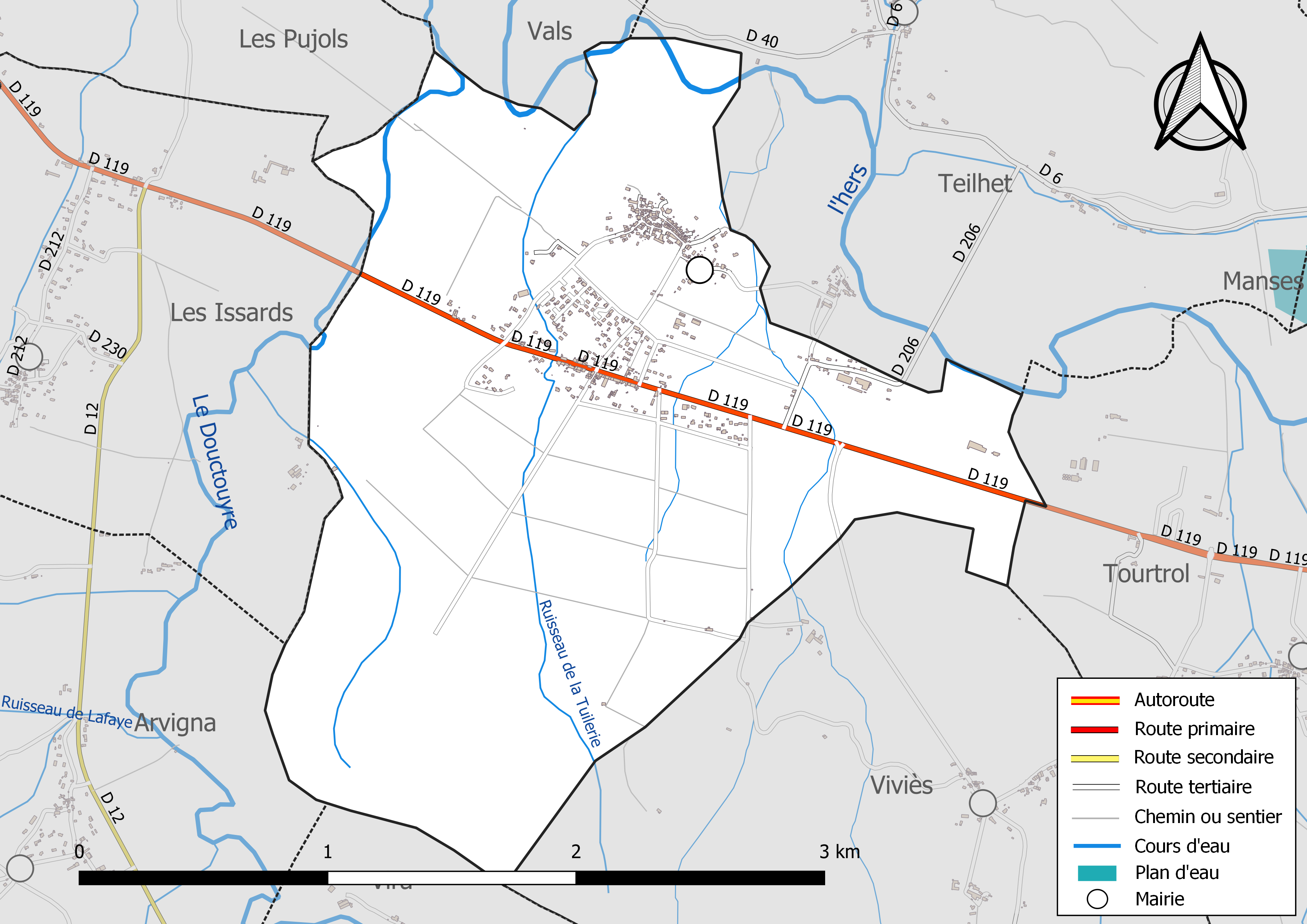
Réseaux hydrographique et routier de Rieucros.

La commune est dans le bassin versant de la Garonne, au sein du bassin hydrographique Adour-Garonne. Elle est drainée par l'Hers-Vif, le Douctouyre, le ruisseau de la Tuilerie et par un petit cours d'eau, constituant un réseau hydrographique de 6 km de longueur totale,.
L'Hers-Vif, d'une longueur totale de 134,9 km, prend sa source dans la commune de Prades et s'écoule du sud vers le nord. Il traverse la commune et se jette dans l'Ariège à Cintegabelle, après avoir traversé 41 communes.
Le Douctouyre, d'une longueur totale de 42,08 km, prend sa source dans la commune de Freychenet et s'écoule du sud vers le nord. Il traverse la commune et se jette dans l'Hers-Vif à Vals, après avoir traversé 16 communes.

### Climat
Pour des articles plus généraux, voir Climat de l'Occitanie et Climat de l'Ariège.
En 2010, le climat de la commune est de type climat du Bassin du Sud-Ouest, selon une étude s'appuyant sur une série de données couvrant la période 1971-2000. En 2020, Météo-France publie une typologie des climats de la France métropolitaine dans laquelle la commune est exposée à un climat de montagne et est dans la région climatique Pyrénées centrales, caractérisée par une pluviométrie annuelle de 1 000 à 1 200 mm.
Pour la période 1971-2000, la température annuelle moyenne est de 12,9 °C, avec  une amplitude thermique annuelle de 15,6 °C. Le cumul annuel moyen de précipitations est de 797 mm, avec 9,8 jours de précipitations en janvier et 5,7 jours en juillet. Pour la période 1991-2020 la température moyenne annuelle observée sur la station météorologique la plus proche, située sur la commune de Roquefort-les-Cascades à 14 km à vol d'oiseau, est de 12,7 °C et le cumul annuel moyen de précipitations est de 1 101,5 mm,. Pour l'avenir, les paramètres climatiques de la commune estimés pour 2050 selon différents scénarios d’émission de gaz à effet de serre sont consultables sur un site dédié publié par Météo-France en novembre 2022.

### Milieux naturels et biodiversité

#### Réseau Natura 2000

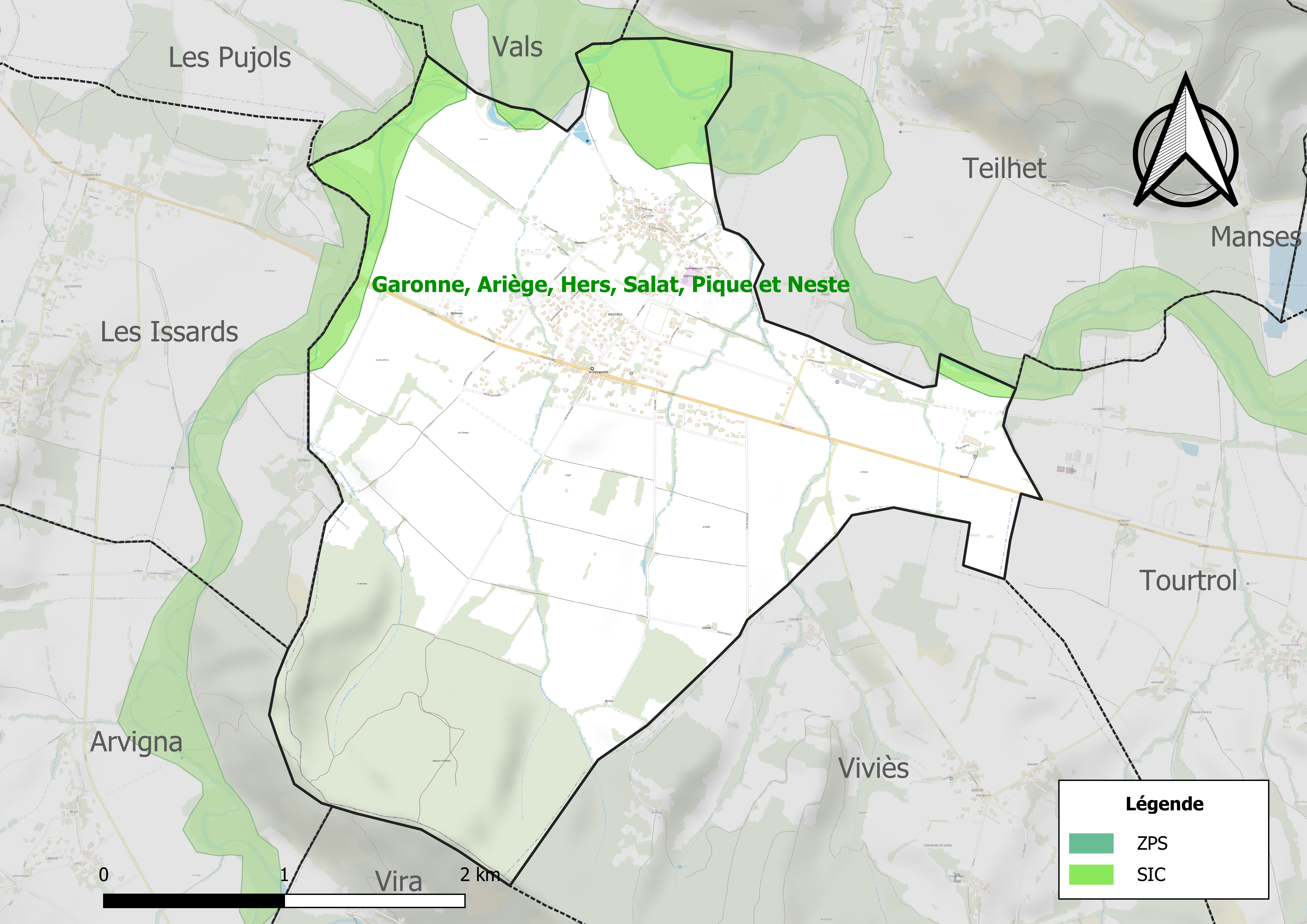
Site Natura 2000 sur le territoire communal.

Le réseau Natura 2000 est un réseau écologique européen de sites naturels d'intérêt écologique élaboré à partir des directives habitats et oiseaux, constitué de zones spéciales de conservation (ZSC) et de zones de protection spéciale (ZPS).
Un site Natura 2000 a été défini sur la commune au titre de la directive habitats : « Garonne, Ariège, Hers, Salat, Pique et Neste », d'une superficie de 9 581 ha, un réseau hydrographique pour les poissons migrateurs, avec des zones de frayères actives et potentielles importantes pour le Saumon en particulier qui fait l'objet d'alevinages réguliers et dont des adultes atteignent déjà Foix sur l'Ariège.

#### Zones naturelles d'intérêt écologique, faunistique et floristique
L’inventaire des zones naturelles d'intérêt écologique, faunistique et floristique (ZNIEFF) a pour objectif de réaliser une couverture des zones les plus intéressantes sur le plan écologique, essentiellement dans la perspective d’améliorer la connaissance du patrimoine naturel national et de fournir aux différents décideurs un outil d’aide à la prise en compte de l’environnement dans l’aménagement du territoire.
Une ZNIEFF de type 1 est recensée sur la commune :
le « cours de l'Hers » (891 ha), couvrant 41 communes dont 32 dans l'Ariège, 7 dans l'Aude et 2 dans la Haute-Garonne et deux ZNIEFF de type 2, : 
- les « coteaux du Palassou » (26 749 ha), couvrant 48 communes dont 43 dans l'Ariège et 5 dans l'Aude[30] ;
- « l'Hers et ripisylves » (1 417 ha), couvrant 41 communes dont 32 dans l'Ariège, 7 dans l'Aude et 2 dans la Haute-Garonne[31].

Carte des ZNIEFF de type 1 et 2 à Rieucros.
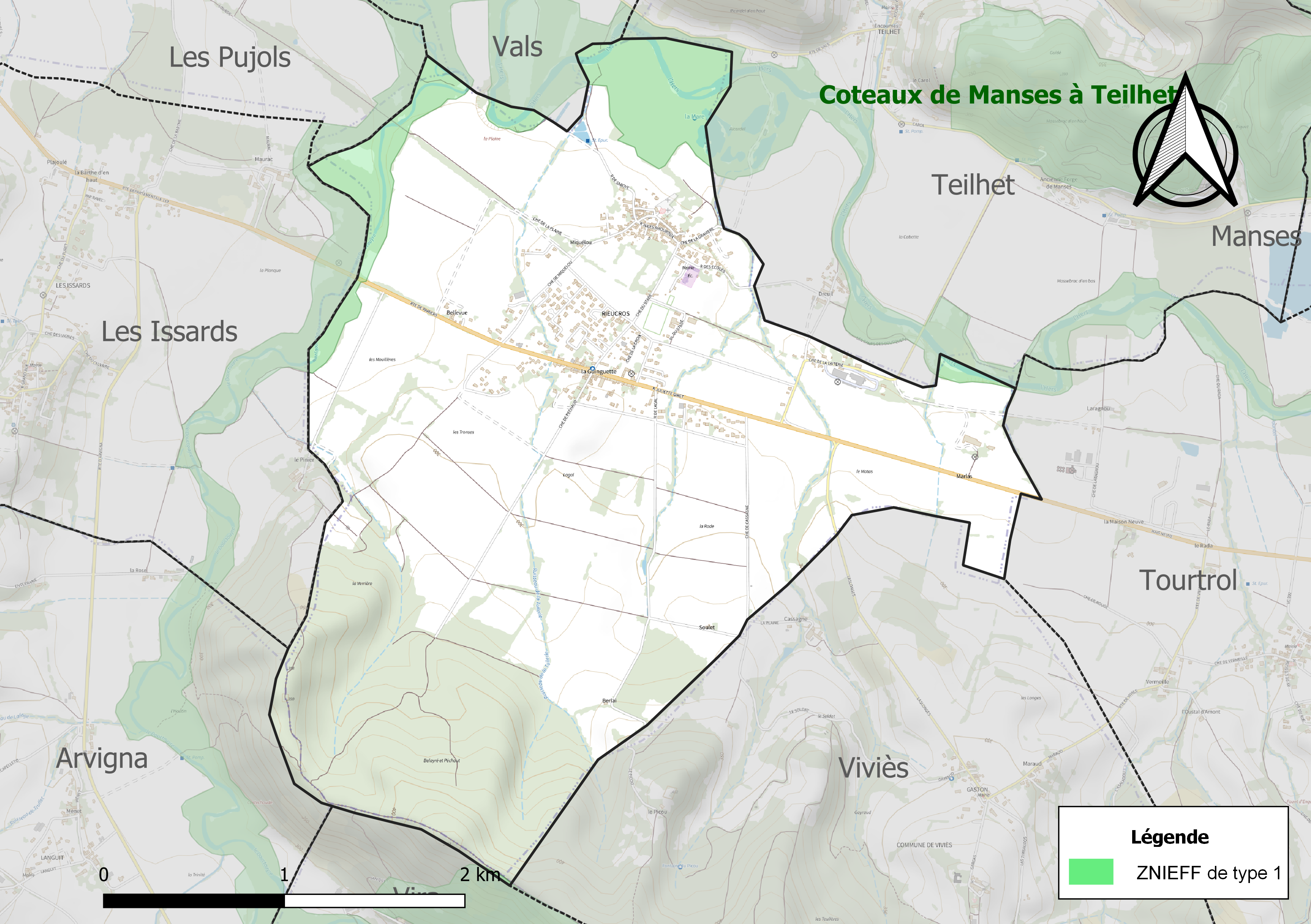
Carte de la ZNIEFF de type 1 sur la commune.
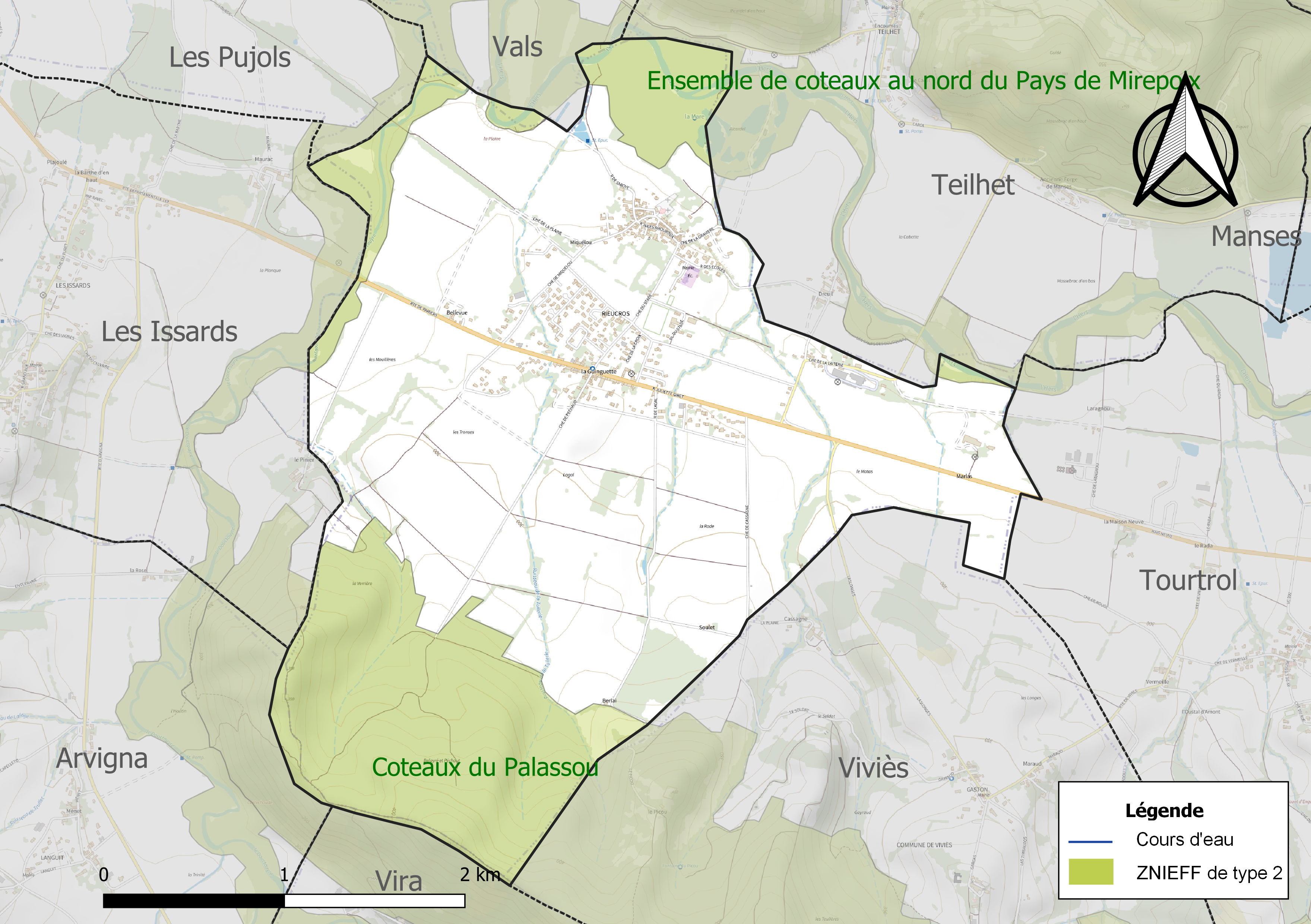
Carte des ZNIEFF de type 2 sur la commune.

## Urbanisme

### Typologie
Au 1er janvier 2024, Rieucros est catégorisée commune rurale à habitat dispersé, selon la nouvelle grille communale de densité à 7 niveaux définie par l'Insee en 2022.
Elle est située hors unité urbaine. Par ailleurs la commune fait partie de l'aire d'attraction de Pamiers, dont elle est une commune de la couronne,. Cette aire, qui regroupe 52 communes, est catégorisée dans les aires de moins de 50 000 habitants,.

### Occupation des sols
L'occupation des sols de la commune, telle qu'elle ressort de la base de données européenne d’occupation biophysique des sols Corine Land Cover (CLC), est marquée par l'importance des territoires agricoles (63,7 % en 2018), en diminution par rapport à 1990 (74,7 %). La répartition détaillée en 2018 est la suivante : 
terres arables (52,5 %), forêts (25,3 %), zones urbanisées (11 %), zones agricoles hétérogènes (10,1 %), prairies (1 %). L'évolution de l’occupation des sols de la commune et de ses infrastructures peut être observée sur les différentes représentations cartographiques du territoire : la carte de Cassini (XVIIIe siècle), la carte d'état-major (1820-1866) et les cartes ou photos aériennes de l'IGN pour la période actuelle (1950 à aujourd'hui).

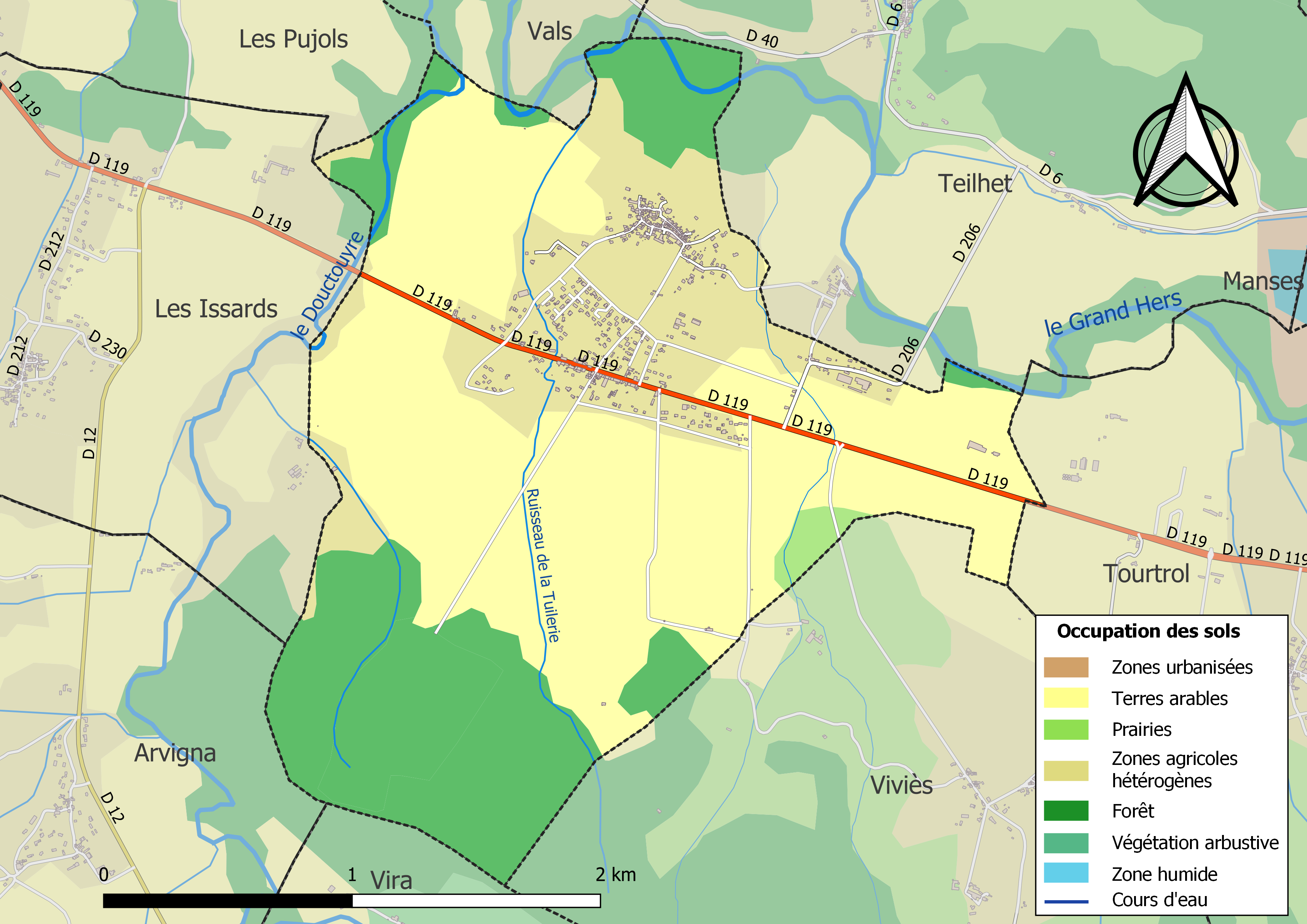
Carte des infrastructures et de l'occupation des sols de la commune en 2018 (CLC).

### Habitat et logement
En 2018, le nombre total de logements dans la commune était de 339, alors qu'il était de 293 en 2013 et de 258 en 2008.
Parmi ces logements, 87,7 % étaient des résidences principales, 4,5 % des résidences secondaires et 7,8 % des logements vacants. Ces logements étaient pour 93,6 % d'entre eux des maisons individuelles et pour 5,5 % des appartements.
Le tableau ci-dessous présente la typologie des logements à Rieucros en 2018 en comparaison avec celle de l'Ariège et de la France entière. Une caractéristique marquante du parc de logements est ainsi une proportion de résidences secondaires et logements occasionnels (4,5 %) inférieure à celle du département (24,6 %) mais supérieure à celle de la France entière (9,7 %). Concernant le statut d'occupation de ces logements, 75,3 % des habitants de la commune sont propriétaires de leur logement (74,1 % en 2013), contre 66,3 % pour l'Ariège et 57,5 % pour la France entière.
| Typologie                                               | Rieucros | Ariège | France entière |
| ------------------------------------------------------- | -------- | ------ | -------------- |
| Résidences principales (en %)                           | 87,7     | 65,7   | 82,1           |
| Résidences secondaires et logements occasionnels (en %) | 4,5      | 24,6   | 9,7            |
| Logements vacants (en %)                                | 7,8      | 9,7    | 8,2            |

### Risques majeurs
Le territoire de la commune de Rieucros est vulnérable à différents aléas naturels : inondations, climatiques (grand froid ou canicule), feux de forêts, mouvements de terrains et séisme (sismicité faible). Il est également exposé à deux risques technologiques,  le transport de matières dangereuses et la rupture d'un barrage,.

#### Risques naturels

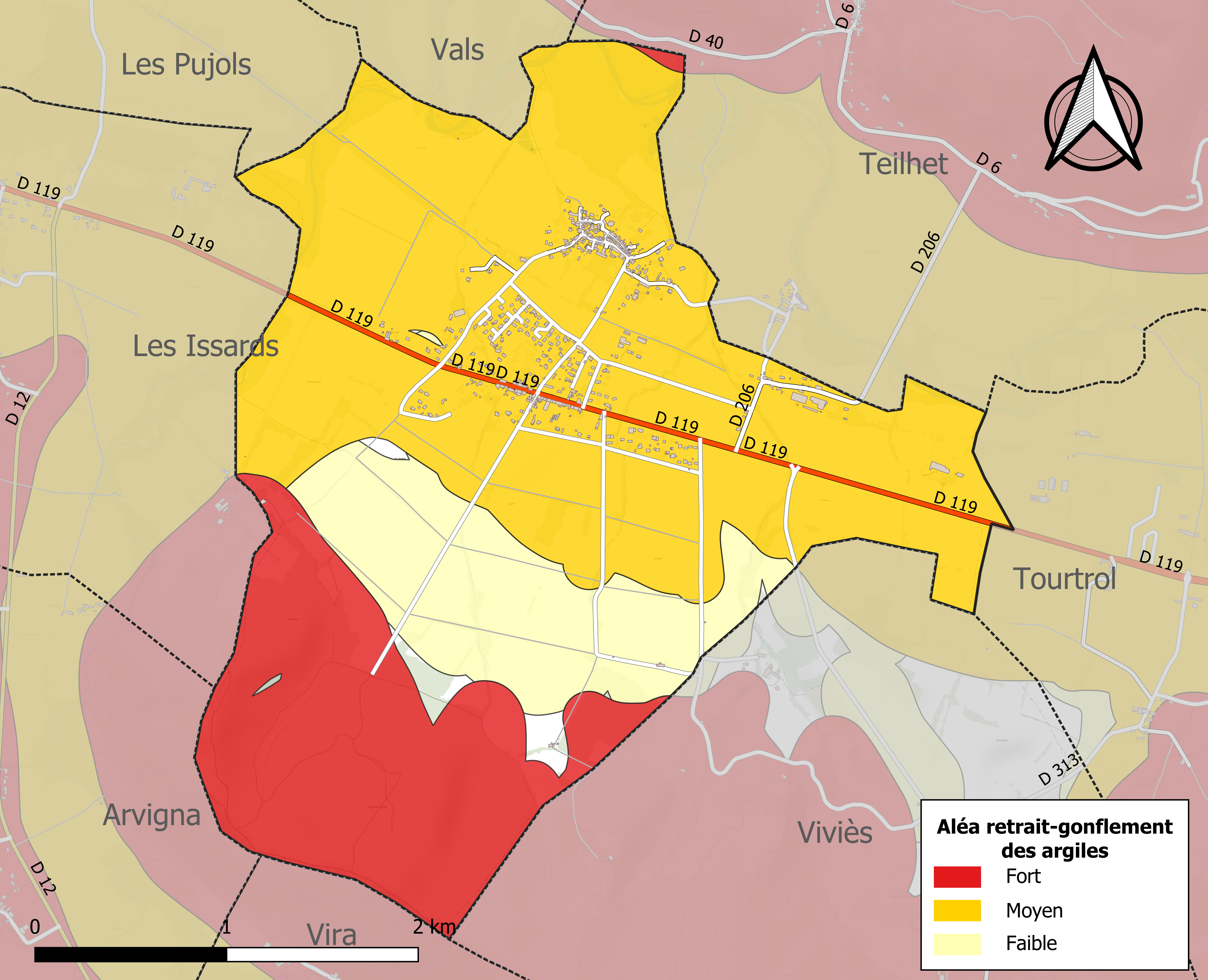
Zonage de l'aléa retrait-gonflement des argiles sur la commune de Rieucros.

Certaines parties du territoire communal sont susceptibles d’être affectées par le risque d’inondation par débordement, crue torrentielle d'un cours d'eau, l'Hers-Vif, ou ruissellement d'un versant. L’épisode de crue le plus marquant dans le département reste sans doute celui de 1875. Parmi les inondations marquantes plus récentes concernant l'Hers figure la crue torrentielle de 2014 de l'Hers amont impactant en particulier le village de Lassur.
Les mouvements de terrains susceptibles de se produire sur la commune sont soit des glissements de terrains soit des mouvements liés au retrait-gonflement des argiles. Près de 50 % de la superficie du département est concernée par l'aléa retrait-gonflement des argiles, dont la commune de Rieucros. L'inventaire national des cavités souterraines permet par ailleurs de localiser celles situées sur la commune.
Ces risques naturels sont pris en compte dans l'aménagement du territoire de la commune par le biais d'un plan de prévention des risques (PPR) inondation et mouvement de terrain approuvé le 30 juin 2008.

#### Risques technologiques
Le risque de transport de matières dangereuses par une infrastructure routière ou ferroviaire ou par une canalisation de transport de gaz concerne la commune. Un accident se produisant sur une telle infrastructure est en effet susceptible d’avoir des effets graves au bâti ou aux personnes jusqu’à 350 m, selon la nature du matériau transporté. Des dispositions d’urbanisme peuvent être préconisées en conséquence.
Dans le département de l’Ariège on dénombre cinq grands barrages susceptibles d’occasionner des dégâts en cas de rupture. La commune fait partie des 80 communes susceptibles d’être touchées par l’onde de submersion consécutive à la rupture d’un de ces barrages.

## Toponymie
De l'occitan riu (cours d'eau) et cròs (creux, encaissé).

## Histoire
À partir de 1898, Rieucros avait une gare sur la ligne de Pamiers à Limoux jusqu'à la Seconde Guerre mondiale.

## Politique et administration

### Découpage territorial
La commune de Rieucros est membre de la communauté de communes du Pays de Mirepoix, un établissement public de coopération intercommunale (EPCI) à fiscalité propre créé le 31 décembre 2013 dont le siège est à Mirepoix. Ce dernier est par ailleurs membre d'autres groupements intercommunaux.
Sur le plan administratif, elle est rattachée à l'arrondissement de Pamiers, au département de l'Ariège, en tant que circonscription administrative de l'État, et à la région Occitanie.
Sur le plan électoral, elle dépend du canton de Mirepoix pour l'élection des conseillers départementaux, depuis le redécoupage cantonal de 2014 entré en vigueur en 2015, et de la deuxième circonscription de l'Ariège  pour les élections législatives, depuis le redécoupage électoral de 1986.

### Liste des maires
| Période                                  | Période  | Identité     | Étiquette | Qualité       |
| ---------------------------------------- | -------- | ------------ | --------- | ------------- |
| mars 2001                                | En cours | André Roques | PS        | Fonctionnaire |
| Les données manquantes sont à compléter. |          |              |           |               |

## Démographie
En 2022 , la commune de Rieucros comptait 720 habitants. À partir du XXIe siècle, les recensements réels des communes de moins de 10 000 habitants ont lieu tous les cinq ans. Les autres chiffres sont des estimations.
| 1793 | 1800 | 1806 | 1821 | 1831 | 1836 | 1841 | 1846 | 1851 |
| ---- | ---- | ---- | ---- | ---- | ---- | ---- | ---- | ---- |
| 318  | 341  | 366  | 354  | 403  | 423  | 409  | 427  | 481  |

| 1856 | 1861 | 1866 | 1872 | 1876 | 1881 | 1886 | 1891 | 1896 |
| ---- | ---- | ---- | ---- | ---- | ---- | ---- | ---- | ---- |
| 482  | 478  | 443  | 441  | 434  | 412  | 403  | 414  | 486  |

| 1901 | 1906 | 1911 | 1921 | 1926 | 1931 | 1936 | 1946 | 1954 |
| ---- | ---- | ---- | ---- | ---- | ---- | ---- | ---- | ---- |
| 415  | 414  | 389  | 341  | 386  | 333  | 331  | 331  | 339  |

| 1962 | 1968 | 1975 | 1982 | 1990 | 1999 | 2005 | 2006 | 2010 |
| ---- | ---- | ---- | ---- | ---- | ---- | ---- | ---- | ---- |
| 364  | 363  | 354  | 387  | 403  | 437  | 531  | 555  | 620  |

| 2015 | 2020 | 2022 | - | - | - | - | - | - |
| ---- | ---- | ---- | - | - | - | - | - | - |
| 677  | 720  | 720  | - | - | - | - | - | - |

## Économie

### Revenus
En 2018, la commune compte 286 ménages fiscaux, regroupant 718 personnes. La médiane du revenu disponible par unité de consommation est de 18 910 € (19 820 € dans le département).

### Emploi
| Division       | 2008  | 2013   | 2018   |
| -------------- | ----- | ------ | ------ |
| Commune        | 9 %   | 10,7 % | 9,7 %  |
| Département    | 8,9 % | 11,1 % | 11,2 % |
| France entière | 8,3 % | 10 %   | 10 %   |

En 2018, la population âgée de 15 à 64 ans s'élève à 424 personnes, parmi lesquelles on compte 79,2 % d'actifs (69,5 % ayant un emploi et 9,7 % de chômeurs) et 20,8 % d'inactifs,. En  2018, le taux de chômage communal (au sens du recensement) des 15-64 ans est inférieur à celui de la France et du département, alors qu'en 2008 la situation était inverse.
La commune fait partie de la couronne de l'aire d'attraction de Pamiers, du fait qu'au moins 15 % des actifs travaillent dans le pôle,. Elle compte 63 emplois en 2018, contre 56 en 2013 et 59 en 2008. Le nombre d'actifs ayant un emploi résidant dans la commune est de 298, soit un indicateur de concentration d'emploi de 21,2 % et un taux d'activité parmi les 15 ans ou plus de 61 %.
Sur ces 298 actifs de 15 ans ou plus ayant un emploi, 37 travaillent dans la commune, soit 13 % des habitants. Pour se rendre au travail, 92,4 % des habitants utilisent un véhicule personnel ou de fonction à quatre roues, 1,3 % les transports en commun, 2,3 % s'y rendent en deux-roues, à vélo ou à pied et 3,9 % n'ont pas besoin de transport (travail au domicile).

### Activités hors agriculture
52 établissements sont implantés  à Rieucros au 31 décembre 2019. Le tableau ci-dessous en détaille le nombre par secteur d'activité et compare les ratios avec ceux du département,.
| Secteur d'activité                                                                                        | Commune | Commune | Département |
| Secteur d'activité                                                                                        | Nombre  | %       | %           |
| --- | ------- | ------- | ----------- |
| Ensemble                                                                                                  | 52      |         |             |
| Industrie manufacturière, industries extractives et autres                                                | 5       | 9,6 %   | (12,9 %)    |
| Construction                                                                                              | 10      | 19,2 %  | (14,2 %)    |
| Commerce de gros et de détail, transports, hébergement et restauration                                    | 19      | 36,5 %  | (27,5 %)    |
| Activités financières et d'assurance                                                                      | 1       | 1,9 %   | (2,8 %)     |
| Activités immobilières                                                                                    | 2       | 3,8 %   | (4,2 %)     |
| Activités spécialisées, scientifiques et techniques et activités de services administratifs et de soutien | 6       | 11,5 %  | (13,2 %)    |
| Administration publique, enseignement, santé humaine et action sociale                                    | 2       | 3,8 %   | (14,4 %)    |
| Autres activités de services                                                                              | 7       | 13,5 %  | (8,8 %)     |

Le secteur du commerce de gros et de détail, des transports, de l'hébergement et de la restauration est prépondérant sur la commune puisqu'il représente 36,5 % du nombre total d'établissements de la commune (19 sur les 52 entreprises implantées  à Rieucros), contre 27,5 % au niveau départemental.
Les deux entreprises ayant leur siège social sur le territoire communal qui génèrent le plus de chiffre d'affaires en 2020 sont : 
- SARL La Marée Fuxéenne, commerce de détail alimentaire sur éventaires et marchés (358 k€) ;
- JP Autos Sport, entretien et réparation de véhicules automobiles légers (45 k€).

### Agriculture
|                                   | 1988 | 2000 | 2010 |
| --------------------------------- | ---- | ---- | ---- |
| Exploitations                     | 10   | 2    | 2    |
| Superficie agricole utilisée (ha) | 214  | 91   | 85   |

La commune fait partie de la petite région agricole dénommée « Coteaux de l'Ariège ». En 2010, l'orientation technico-économique de l'agriculture  sur la commune est la production de céréales et oléoprotéagineux. Deux exploitations agricoles ayant leur siège dans la commune sont dénombrées lors du recensement agricole de 2010 (dix en 1988). La superficie agricole utilisée est de 85 ha.

## Culture locale et patrimoine

### Lieux et monuments
- Église Saint-Roch composite avec clocher-peigne assorti d'une tour latérale bâtie en briques au XIXe siècle sur un contrefort. Sont présents des vitraux de l'atelier toulousain de Louis-Victor Gesta.
- Le pont de Rieucros sur le Douctouyre a été entrepris vers 1770 par François Garipuy, directeur des travaux publics de la Sénéchaussée de Carcassonne mais surtout connu comme astronome ; c'est son fils Bertrand Garipuy qui terminera les travaux.

### Personnalités liées à la commune
- Julien-Marie Durand (1904-1970) abbé, résistant, archéologue et préhistorien, curé de la commune de 1945 jusqu'à sa mort.

### Héraldique
| Blason de Rieucros | Blason  | D'argent à une barre componée de gueules et d'or. |
| Blason de Rieucros | Détails | Le statut officiel du blason reste à déterminer.  |